# حكومة إبراهيم هاشم الثالثة
حكومة إبراهيم هاشم الثالثة هي الحكومة الثالثة والثلاثون من حكومات المملكة الأردنية الهاشمية. شكّل إبراهيم هاشم الحكومة في 21 ديسمبر 1955، بتكليف من ملك الأردن الحسين بن طلال. وقد حلّت الحكومة في 7 يناير 1956.

## قائمة الوزراء
| التسلسل | الرقم | الاسم                          | المهام الوزارية                               |
| ------- | ----- | ------------------------------ | --------------------------------------------- |
| 1       | 13    | دولة السيد ابراهيم هاشم        | رئيسا للوزراء                                 |
| 2       | 41    | دولة السيد سمير الرفاعي        | نائبا لرئيس الوزراء ووزيرا للخارجية           |
| 3       | 50    | السيد عمر مطر                  | وزيرالداخلية                                  |
| 4       | 55    | السيد فلاح المدادحه            | وزيرالعدلية والاشغال العامة                   |
| 5       | 56    | دولة الدكتور فوزي الملقي       | وزيرالدفاع والمعارف                           |
| 6       | 60    | السيد خلوصي الخيري             | وزيرالمالية والاقتصاد                         |
| 7       | 64    | السيد انسطاس حنانيا            | وزيرالتجارة والانشاء والتعمير                 |
| 8       | 68    | السيد هاشم الجيوسي             | وزيرالزراعة وزيرالبرق والبريد والطيران المدني |
| 9       | 79    | دولة الدكتور حسين فخري الخالدي | وزيرالصحة والشؤون الاجتماعية                  |

## وصلات خارجية
- موقع رئاسة الوزراء